# Jordskapania
Jordskapania (Scapania curta) är en bladmossart som först beskrevs av Carl Friedrich Philipp von Martius, och fick sitt nu gällande namn av Barthélemy Charles Joseph Dumortier. Jordskapania ingår i släktet skapanior, och familjen Scapaniaceae. Arten är reproducerande i Sverige. Inga underarter finns listade i Catalogue of Life.